# Theridion frizzellorum
Theridion frizzellorum là một loài nhện trong họ Theridiidae.
Loài này thuộc chi Theridion. Theridion frizzellorum được Herbert Walter Levi miêu tả năm 1963.